# Mzuzu
Mzuzu é a capital da Região Norte de Malawi. Sua população é de cerca de 150 000 habitantes.